# 2017 год в литературе

## События
- В России создана новая литературная Премия «Лицей» для молодых российских писателей и поэтов[1].
- На ХХХ Московской международной книжной выставке-ярмарке состоялась церемония вручения премии Terra Incognita. Награды получили историк и общественный деятель  Наталия Нарочницкая, писательница Ольга Покровская[2].
- Юбилейное переиздание финской версии повести Джона Р. Р. Толкина «Хоббит, или Туда и обратно» с иллюстрациями финской художницы Туве Янссон[3].

### Мероприятия
- 5 февраля — День Рунеберга (вручение ежегодной литературной премии).
- 23—26 марта — Лейпцигская книжная ярмарка
- 9 апреля — День финского языка.
- с 22 на 23 апреля — ежегодная социально-культурная акция «Библионочь»[4][5].
- 23 апреля — Всемирный день книг и авторского права.
- 28—30 мая — Евразийский литературный фестиваль фестивалей «ЛиФФт» (Москва)[6].
- 3—6 июня — Книжный фестиваль «Красная площадь»[7].
- 27—31 августа — в рамках фестиваля «Волжская волна» проплыл «Литературный пароход»[8].
- 6–10 сентября на ВДНХ прошла ХХХ  Московская международная книжная выставка-ярмарка[9].
- 6—8 октября — Международная книжная ярмарка в Турку.
- 11—15 октября — Франкфуртская книжная ярмарка.
- 26—29 октября — Хельсинкская книжная ярмарка (посвящена празднованию 100-летия независимости Финляндии)[10].
- 26—6 ноября — XI Красноярская ярмарка книжной культуры (КРЯКК)[11][12].
- 29 ноября—3 декабря — в Центральном Доме художника прошла 19 Международная ярмарка интеллектуальной литературы non/fictio№[13][14].

### Юбилеи
- 3 января — 125 лет со дня рождения английского писателя Джона Р. Р. Толкина (1892—1973).
- 3 февраля — 100 лет со дня смерти французского писателя и политика Адольфа Дрюмона (1844—1917).
- 10 февраля — 180 лет со дня смерти Александра Сергеевича Пушкина (1799—1837)[15].
- 16 февраля — 100 лет со дня смерти французского писателя и журналиста Октава Мирбо (1848—1917).
- 24 февраля — 180 лет со дня рождения испанской писательницы Росалии де Кастро (1837—1885).
- 25 февраля — 100 лет со дня рождения английского писателя Энтони Бёрджесса (1917—1993).
- 19 марта — 200 лет со дня рождения словацкого писателя Йозефа Гурбана (1817—1888).
- 18 июня — 100 лет со дня кончины румынского литературного критика Титу Майореску (1840—1917).
- 12 июля — 200 лет со дня рождения американского поэта, эссеиста и педагога Генри Торо (1817—1862).
- 14 июля — 200 лет со дня кончины французской писательницы Анны де Сталь (1766—1817).
- 18 июля — 200 лет со дня кончины английской романистки Джейн Остин (1775—1817).
- 28 августа — 100 лет со дня рождения американского писателя Джека Кёрби (1917—1994).
- 2 ноября — 100 лет со дня кончины французского романиста и эссеиста Леона Блуа (1846—1917).
- 30 ноября — 350 лет со дня рождения английского писателя Джонатана Свифта (1667—1745).
- 27 декабря — 200 лет со дня рождения грузинского поэта Николая Бараташвили (1817—1845).

## Премии

### Международные
- Нобелевская премия по литературе —  Кадзуо Исигуро[16].
- Премия имени О. Генри «Дары волхвов» — Михаил Тяжев, рассказ «Фейерверк»[17].
- Дублинская литературная премия — Жузе Эдуарду Агуалуза, «Всеобщая теория забвения» (англ. A General Theory of Oblivion)[18].
- Премия Виленицы — Юрий Андрухович[19].
- Премия Агаты — Луиза Пенни, «Стеклянные дома» (англ. Glass Houses)[20].
- Премия Франца Кафки —  Маргарет Этвуд.
- Премия мира немецких книготорговцев —  Маргарет Этвуд[21].
- АБС-премия:
  - номинация «Художественная проза» — Вячеслав Рыбаков, «На мохнатой спине»;
  - номинация «Критика и публицистика» — Ольга Ерёмина, (составитель книги «Переписка Ивана Антоновича Ефремова»)[22].
- Премия «Хьюго» за лучшую повесть —  Шонан Макгуайр, «Каждое сердце — это дверь» (англ. Every Heart a Doorway)[23][24].
- Премия «Хьюго» за лучшую короткую повесть — Урсула Вернон, «Похитительница помидоров» (англ. The Tomato Thief)[23][25].
- Премия «Хьюго» за лучший роман — Нора Джемисин, «Врата обелиска» (англ. The Obelisk Gate)[23][26].
- Премия «Хьюго» за лучший рассказ — Амаль Эль-Мохтар, «Времена хрусталя и железа» (англ. Seasons of Glass and Iron)[23][27].
- Международная детская литературная премия имени В. П. Крапивина:
  - Варденбург Дарья (г. Москва) — «Правило 69 для толстой чайки»;
  - Гончарук Татьяна (г. Москва) — «Пешки»;
  - номинация «Премия Командора» — Рудашевский Евгений (г. Москва), «Ворон»;
  - Влада Рай (г. Москва) Наталия Гонсалес-Сенина  и (г. Одесса) Владимир Яценко — «Сестра мира»[28][29].

### Австрия
- Австрийская государственная премия по европейской литературе —  Карл Уве Кнаусгор[30].
- Премия Эриха Фрида — Тереза Прауер.

### Великобритания
- Букеровская премия — Джордж Сондерс, «Линкольн в бардо» (англ.  Lincoln in the Bardo)[31].
- Женская премия за художественную литературу — Наоми Олдерман, «Сила» (англ. The Power)[32].

### Германия
- Премия Георга Бюхнера — Ян Вагнер.
- Бременская литературная премия — Терезия Мора.

### Израиль
- Премия Израиля — не присуждалась.
- Иерусалимская премия — Карл Уве Кнаусгор.

### Испания
- Премия Сервантеса —  Серхио Рамирес.
- Премия принцессы Астурийской — Адам Загаевский[33].

### Россия
- «Большая книга»:
  - Первая премия — Мария Степанова за книгу «Памяти памяти»;
  - Вторая премия — Александр Архангельский за роман «Бюро проверки»;
  - Третья премия — Дмитрий Быков за роман «Июнь»;
  - Премия «За вклад в литературу» — Людмила Петрушевская[34][35].
- «Русский Букер» — Александра Николаенко, «Убить Бобрыкина. История одного убийства»[36][37].
- «Национальный бестселлер» — Анна Козлова, роман «F20»[38][39].
- Литературная премия «НОС» (Новая словесность) — Владимир Сорокин, «Манарага»[40][41].
- Премия Александра Солженицына — литературный критик Владимир Енишерлов, «за тридцатилетнее руководство журналом „Наше наследие“ со дня его основания; за огромную культурную и просветительскую работу по разысканию и изданию забытых произведений русской словесности и философской мысли; за высококлассные экспертные усилия в деле спасения и сохранения музеев, исторических, архитектурных и природных памятников»[42][43].
- Премия имени П. П. Бажова:
  - номинация «Мастер. Проза» — Ярослава Пулинович, сборник избранных пьес «Победила я»;
  - номинация «Мастер. Поэзия» — Альберт Зинатуллин, книга стихов «Третья сторона бумаги»;
  - номинация «Мастер. Публицистика» — Владислав Майоров с трудом о российском подводном атомном флоте «Мощью за Отечество»[44].
- Премия Андрея Белого:
  - номинация «Поэзия» — Станислав Львовский;
  - номинация «Проза» — Виктор Пелевин;
  - номинация «Гуманитарные исследования» — Илья Будрайтскис, Вадим Руднев;
  - номинация «За заслуги перед литературой» — Глеб Морев (от премии отказался);
  - номинация «Литературные проекты/Критика» — Виталий Кальпиди[45].
- Российская литературная премия «Поэт» — Максим Амелин[46][47].
- Премия имени А. С. Пушкина — не присуждалась.
- Новая Пушкинская премия — номинация «За совокупный творческий вклад в отечественную культуру» — Борис Мессерер и Иван Жданов[48].
- Премия «Лицей»:
  - Первая премия — Ксения Кемптинг, повесть «Плюс жизнь»;
  - Вторая премия —  Евгения Некрасова (второе место, сборник «Несчастливая Москва»;
  - Третья премия — Андрей Грачев (третье место) — сборник «Немного о семье»[49].
- «Писатель года»:
  - Основная номинация:
    - Первая премия – Олег Ларионов;
    - Вторая премия – Мария Мусникова;
    - Третья премия – Александр Махнев[50][51].
- «Поэт года»:
  - Основная номинация:
    - Первая премия – Вениамин Голубицкий;
    - Вторая премия – Сергей Хомутов;
    - Третья премия – Мария Морозова[52][53].

  - Номинация «Детская литература» — Александр Коротич.
- «Премия имени Корнея Чуковского»:
  - номинация «За развитие новаторских традиций Корнея Чуковского в современной отечественной детской литературе» — Игорь Жуков;
  - номинация «За плодотворную деятельность, стимулирующую интерес детей к чтению, к отечественной детской литературе» — Станислав Востоков;
  - премия «Золотой крокодил» — Юлия Симбирская.
- Литературная премия «Чаша круговая» — Светлана Лаврова и  Андрей Расторгуев[54].
- Всероссийская премия имени Самуила Маршака:
  - номинация «Проза» —  Евгения Басова;
  - номинация «Поэзия» — Пётр Синявский;
  - номинация «Дебют» — Кристина Стрельникова;
  - специальный диплом — Николай Крыщук[55].

### США
- Премия Эдгара Аллана По:
  - премия «за лучший роман» — Ной Хоули, «Перед падением» (англ. Before the Fall);
  - премия «за лучший первый роман» — Флинн Берри, «Под бороной» (англ. Under the Harrow)[56][57].
- Пулитцеровская премия за художественную книгу — Колсон Уайтхед, «Подземная железная дорога» (англ. The Underground Railroad)[58].
- Пулитцеровская премия за лучшую драму — Линн Ноттаж, «Пот» (англ. Sweat)[59].
- Пулитцеровская премия за поэзию — Тихимба Джесс, «Мешанина» (англ. Olio)[60].
- Всемирная премия фэнтези за лучший роман — Кэтрин Уэбб, «Совершенство» (англ. The Sudden Appearance of Hope)[61].
- Всемирная премия фэнтези за лучшую повесть — Кидж Джонсон, «The Dream-quest of Vellitt Boe»[62].
- Всемирная премия фэнтези за лучший рассказ — Дж. В. Андерсон, «Das Steingeschöpf»[63].
- Премия ПЕН/Фолкнер — Имболо Мбуэ, «Узри мечтателей» (англ. Behold the Dreamers)[64].

### Финляндия
- Премия Рунеберга — Петер Сандстрём, роман «Лаудатур»[65].
- Премия «Финляндия» — Юха Хурме, «Мыс» (фин. Niemi).

### Франция
- Гонкуровская премия — Эрик Вюйяр, «Порядок дня» (англ. L’Ordre du jour)[66].
- Премия «Фемина» — Филипп Жаэнада, роман «Серп» (фр. La Serpe).
- Премия Медичи:
  - за «роман» — Янник Энель, «Крепче держи свою корону» (англ. Tiens ferme ta couronne);
  - премия «за лучшее зарубежное произведение» — Паоло Коньелли, «Восемь гор» (фр. Le otto montagne);
  - премия  «за эссеистику» — Шелем Дин «Кто уходит, не возвращается» (англ. All Who Go Do Not Return).
- Премия Ренодо — Оливье Гюс, «Исчезновение Йозефа Менгеле» (фр. La Disparition de Josef Mengele).

### Швеция
- Литературная премия Шведской академии —  Даг Солстад[67].
- Премия памяти Астрид Линдгрен — Вольф Эрльбрух[68].

### Япония
- Литературная премия имени Номы — Каору Такамура — «Tsuchi no ki» (土の記).
- Премия имени Рюноскэ Акутагавы:
  - 2017а: Нумата Синсукэ — «Обратная сторона тени» (影裏);
  - 2017б: Тисако Вакатакэ — «Live By Myself» (おらおらでひとりいぐも) и Юка Исии — «100 Years Mud» (百年泥).

## Книги
- «В рот круглый год» — Вероника Белоцерковская, кулинарная книга.
- «Вся кремлёвская рать: Краткая история современной России» — Михаил Зыгарь.
- «Самогон» —  Дмитрий Пучков, книга о самогоне.
- «С того света» (фр. Depuis l'au-delà) —  Бернар Вербер.
- «Улица Тани» (фин. Tanjan katu) — Калле Книйвиля[69].

### Романы
- «Бабий ветер» —  Дина Рубина.
- «В тихом омуте» (англ. Into the Water) — Пола Хокинс.
- «Жажда» —  Ю Несбё.
- «Земное притяжение» — Татьяна Устинова.
- «Змей-соблазнитель» —  Татьяна Полякова.
- «Интернат» (укр. Інтернат) — Сергей Жадан.
- «Июнь» — Дмитрий Быков.
- «Квартира в Париже» (фр. Un appartement à Paris) —  Гийом Мюссо.
- «Манарага» — Владимир Сорокин.
- «Последняя из Стэнфилдов» (фр. La dernière des Stanfield) — Марк Леви.
- «Происхождение» (англ. Origin) — Дэн Браун.
- «Седмица Трехглазого» — Борис Акунин.
- «Селфи с судьбой» — Татьяна Устинова.
- «Счастливая Россия» — Борис Акунин.
- «iPhuck 10» — Виктор Пелевин.
- «4321» —  Пол Остер.
- «Тридевять земель» — Антон Уткин.

### Повести
- «Князь Клюква. Плевок дьявола» — Борис Акунин.
- «Фиолетовые лебеди» — Владимир Сорокин.

### Малая проза
- «Сказки старого Вильнюса», том 6 — Макс Фрай.
- «Скандинавские боги» (англ. Norse Mythology) — Нил Гейман, сборник рассказов.

### Поэзия
- «Если нет: новые стихи» —  Дмитрий Быков.
- «Роза Ветровская» — стихотворение из романа «iPhuck 10» Виктора Пелевина.
- «Тысяча „М“» —  Ольга Серябкина, сборник стихотворений.

## Умершие писатели и сценаристы

### Январь
- 2 января — Джон Бёрджер, английский писатель  90 лет.
- 12 января — Уильям Питер Блэтти, американский писатель  89 лет.
- 27 января — Владимир Карпец, российский писатель, поэт и переводчик  62 года.

### Февраль
- 1 февраля — Дритеро Аголы, албанский поэт  85 лет.
- 2 февраля — Предраг Матвеевич, хорватский и боснийский писатель  84 года.
- 11 февраля — Курт Марти, швейцарский поэт, прозаик  96 лет.

### Март
- 1 марта — Пола Фокс, американская писательница  93 года.
- 10 марта — американский писатель Роберт Джеймс Уоллер, 77 лет.
- 16 марта — Торгни Линдгрен, шведский писатель  78 лет.
- 17 марта — Дерек Уолкотт, поэт и драматург  87 лет.
- 21 марта — Колин Декстер, английский писатель  86 лет.
- 27 марта —  Дэвид Стори, английский писатель и драматург 83 года.

### Апрель
- 1 апреля — поэт Евгений Евтушенко, 84 года.
- 6 апреля — Арман Гатти, французский поэст, сценарист, драматург  93 года.
- 20 апреля — Коджо Лейнг, ганский писатель и поэт, 71 год.
- 24 апреля — Роберт Пирсиг, американский писатель и философ, 88 лет.

### Май
- 1 мая — российский писатель и драматург Анатолий Алексин, 92 года.

### Июнь
- 5 июня — Анна Йокаи, венгерская писательница и поэтесса, 84 года.
- 9 июня — Жамбын Дашдондог, монгольский детский писатель, поэт, 77 лет.
- 27 июня — английский писатель Майкл Бонд, 91 год.

### Июль
- 4 июля:
  - советский и российский писатель, киносценарист Даниил Гранин, 98 лет;
  - 4 июля — алжирский поэт и прозаик Буалем Хальфа, 94 года.
- 10 июля — Петер Хертлинг, немецкий поэт и прозаик, 83 года.
- 13 июля — Лю Сяобо, китайский литератор, 61 год.
- 14 июля:
  - польская поэтесса, писательница и переводчик Юлия Хартвиг, 95 лет
  - французская писательница и сценаристка Анн Голон, 95 лет.
- 18 июля — французский писатель и сценарист Макс Галло, 85 лет.
- 27 июля — Сэм Шепард, американский писатель и драматург, 73 года
- 28 июля — Стейн Мерен, норвежский поэт, писатель, эссеист и драматург, 82 года.

### Август
- 11 августа — немецкий социолог новейшей литературы Петер Бюргер, 80 лет.
- 14 августа — Абд аль-Карим Галлаб, марокканский писатель, 97 лет.
- 19 августа — Брайан Олдисс, английский писатель, 92 года.

### Сентябрь
- 4 сентября — Бенжамен Матип, камерунский писатель, драматург, 85 лет.